# Jean-Baptiste Delaveyne
Jean-Baptiste Delaveyne, O.S.B. (11. září 1653 Saint-Saulge – 5. června 1719 Nevers) byl francouzský římskokatolický duchovní, benediktin a zakladatel kongregace Sester milosrdenství a křesťanské nauky.

## Život
Narodil se 11. září 1653 v Saint-Saulge do bohaté rodiny.
Studoval na jezuitské koleji v Nevers, poté pokračoval ve studiu v Autun. Roku 1669 vstoupil do Řádu svatého Benedikta v opatství svatého Martina v Nevers. Následně byl poslán na teologická studia do Paříže. Při studiu na Sorbonně byl přitahován uměleckou elitou té doby. Roku 1676 přijal kněžské svěcení a odešel do kláštera v rodném městě.
Vzhledem k tomu, že benediktinské převorství Saint-Saulge bylo v žalostném materiálním stavu, usadil se u svých rodičů a vedl život spíše světský než duchovní. O dva roky později odešel na duchovní cvičení do Autunu, což ho změnilo. Začal si uvědomovat bídu chudých ve farnosti, zejména těch na venkově. Rozhodl se pracovat na jejich potřebách. Pozval skupinu mladých žen z farnosti, aby se zorganizovaly a pečovaly o potřeby žen a dětí.
Komunita žen byla přetvořena na řeholní kongregaci Sester milosrdenství a křesťanské nauky. Sepsal pravidla zahrnující život modlitby a praktikování charitativní činnosti. Roku 1683 sestry odešly do Nevers, kde složily řeholní sliby. Nejznámější členkou kongregace byla svatá Bernadette Soubirous.
Zemřel 5. června 1719 a pohřben byl v kostele v Saint-Saulge.

## Proces svatořečení
Proces byl zahájen v 70. letech 20. století v neverské diecézi. Dne 14. května 1991 uznal papež Jan Pavel II. jeho hrdinské ctnosti.